# Eerste klasse 1948-49 (basketbal België)
Het seizoen 1948-1949 was de 2e editie van de hoogste basketbalcompetitie. Het eerste niveau werd Excellentie genoemd, daaronder kwam de Ere-Afdeling als tweede niveau. De reeks werd uitgebreid tot 12 teams. Amicale, Moortebeek en Travail & Loisir waren de promoverende ploegen
Semailles behaalde een vierde opeenvolgende titel nadat het Hellas versloeg in een testwedstrijd, 

## Teams
| Team              | Stad      | Kleuren       | Terrein                      |
| ----------------- | --------- | ------------- | ---------------------------- |
| Semailles         | Brussel   | Blauw         | Zuidlaan of Zuidpaleis       |
| Hellas            | Gent      | Zwart en Rood | Zaal Coliseum                |
| Royal IV          | Brussel   | Rood          | Slachthuislaan of Zuidpaleis |
| Racing C.B.       | Brussel   | Wit en Zwart  | Zuidpaleis                   |
| Union St Gilloise | Brussel   | Geel en Blauw | Zuidpaleis                   |
| Hades Gent        | Gent      | Blauw         | Zaal Coliseum                |
| Ougrée            | Luik      | Zwart         | St. Vincentiusstraat         |
| Sporting CL       | Luik      | Hemelsblauw   | Gemeentedomeinen             |
| Mercurius         | Antwerpen | Paars         | Naast Sportpaleis            |
| Amicale Sport     | Brussel   | Rood en Groen | Zuidpaleis                   |
| Travail & Loisirs | Brussel   | Rood          |                              |
| AS Moortebeek     | Brussel   | Blauw         | Hoogvlakte van Moortebeek    |

## Eindstand
|  |    |                   | P  | W  | G  | V | Ptn |
|  | -- | ----------------- | -- | -- | -- | - | --- |
|  | 1  | Semailles         | 22 | 18 | 2  | 2 | 38  |
|  | 2  | Hellas Gent       | 22 | 18 | 2  | 2 | 38  |
|  | 3  | Racing CB         | 22 | 17 | 4  | 1 | 35  |
|  | 4  | Royal IV          | 22 | 15 | 4  | 3 | 33  |
|  | 5  | Travail & Loisirs | 22 | 12 | 7  | 3 | 27  |
|  | 6  | Union SG          | 22 | 11 | 10 | 1 | 23  |
|  | 7  | Amicale Sp        | 22 | 9  | 13 | 0 | 18  |
|  | 8  | Ougrée            | 22 | 7  | 15 | 0 | 14  |
|  | 9  | AS Moortebeek     | 22 | 7  | 15 | 0 | 14  |
|  | 10 | Mercurius         | 22 | 5  | 17 | 0 | 10  |
|  | 11 | Sporting CL       | 22 | 4  | 18 | 0 | 8   |
|  | 12 | Hades Gent        | 22 | 3  | 19 | 0 | 6   |

1928 · 1929 · 1930 · 1931 · 1932 · 1933 · 1934 · 1935 · 1936 · 1937 · 1938 · 1939 · 1940 · 1941 · 1942 · 1943 · 1944 · 1945 · 1946 · 1947 · 1948 · 1949 · 1950 · 1951 · 1952 · 1953 · 1954 · 1955 · 1956 · 1957 · 1958 · 1959 · 1960 · 1961 · 1962 · 1963 · 1964 · 1965 · 1966 · 1967 · 1968 · 1969 · 1970 · 1971 · 1972 · 1973 · 1974 · 1975 · 1976 · 1977 · 1978 · 1979 · 1980 · 1981 · 1982 · 1983 · 1984 · 1985 · 1986 · 1987 · 1988 · 1989 · 1990 · 1991 · 1992 · 1993 · 1994 · 1995 · 1996 · 1997 · 1998 · 1999 · 2000 · 2001 · 2002 · 2003 · 2004 · 2005 · 2006 · 2007 · 2008 · 2009 · 2010 · 2011 · 2012 · 2013 · 2014 · 2015 · 2016 · 2017 · 2018 · 2019 · 2020 · 2021